# Centralkommittén i Kinas kommunistiska parti
Centralkommittén i Kinas kommunistiska parti (中国共产党中央委员会; pinyin: Zhōngguó Gòngchǎndǎng Zhōngyāng Wěiyuánhuì), före 1927 kallad "Det centrala verkställande utskottet" (中央执行委员会), är det formellt högsta organet i Kinas kommunistiska parti i perioderna mellan partikongresserna. Centralkommittén har omkring 300 ledamöter och nominellt är det den som utnämner ledamöterna i politbyrån.

## Organisation
Varje centralkommitté numreras efter den partikongress den valdes på och varje enskilt möte kallas för "plenarsammanträde" eller "plenarsession". Till exempel kallas centralkommitténs möte år 1978, då Deng Xiaopings reformprogram utformades, för "den elfte centralkommitténs tredje plenarsammanträde". Den tjugonde centralkommittén i Kinas kommunistiska parti valdes på partikongressen i oktober 2022.
Även om centralkommittén inte utövar myndighet på samma sätt som en lagstiftande församling i många andre land gör är det ett viktigt organ då det omfattar kommunistpartiets, statens och de väpnade styrkornas översta ledarskikt. Till skillnad från partikongresserna, som alltid har varit ceremoniella, är centralkommitténs möten ofta skådeplats för verkliga debatter och beslut om partiets politik. Centralkommittén har också en något större ideologisk spridning än politbyrån. Till exempel satt den avsatte partiledaren Hua Guofeng kvar i centralkommittén fram till 2002.
Centralkommittén utnämner partiets politbyrå, den Centrala militärkommissionen som för befälet över Folkets befrielsearmé, sekreteriatet och den centrala kommissionen för disciplininspektion.
Centralkommittén har cirka 300 ledamöter är partiets högsta beslutande organ mellan kongresserna och träffas en eller två gånger per år. Varje centralkommitté numreras efter den partikongress den valdes på och varje enskilt möte kallas för "plenarsammanträde" eller "plenarsession". Till exempel kallas centralkommitténs möte år 1978, då Deng Xiaopings reformprogram utformades, för "den elfte centralkommitténs tredje plenarsammanträde".
Centralkommittén förbereder ofta sina formella sessioner genom att hålla informella möten i avskildhet på olika semesterorter och kurorter. Under Mao Zedongs tid vid makten var Lushan och Beidaihe två populära orter för sådana sammanträden.

## Avdelningar under centralkommittén (2023)
Under centralkommittén lyder följande enheter. Enhetschef anges i parentes:
- Centralkommitténs allmänna kontor (Cai Qi)
- Centrala organisationsavdelningen (Chen Xi)
- Centrala propagandaavdelningen (Li Shulei)
- Centrala avdelningen för enhetsfronten (Shi Taifeng)
- Centrala avdelningen för internationella förbindelser (Liu Jianchao)
- Centrala kommissionen för disciplininspektion (Li Xi)
- Centrala politisk-rättsliga kommissionen (Chen Wenqing)
- Centrala kontoret för politisk forskning
- Centrala kontoret för Taiwan-frågor
- Centrala kontoret för internationell kommunikation
- Centrala partiskolan (Chen Xi)
- Centrala forskningscentret för partihistoria
- Centrala forskningscentret för partilitteratur
- Folkets Dagblad
- Tidskriften Qiushi